# МирТесен
«МирТе́сен» — российская рекомендательная социальная сеть медиахолдинга E-generator, сообщество авторов тематических сайтов. Месячная аудитория проекта (по состоянию на начало 2016 года) составляет около 12 млн посетителей, она объединяет более 16 млн пользователей. Ежемесячно они просматривают 142 млн страниц сети, оставляя там свыше 1 млн постов и 1,4 млн комментариев.

## Описание
«МирТесен» имеет две тесно связанные составляющие — конструктор сайтов и автоматически настраивающуюся рекомендательную систему:
Конструктор сайтов
Согласно концепции, «домом» каждого участника является его сайт, чаще всего ведущийся в режиме тематического блога. Участник может публиковать там ссылки, фотографии и видео, и даже зарабатывать на своём сайте деньги, если тот станет достаточно популярен.
Сайты создаются с помощью конструктора сайтов (CMS), позволяющего без специальных знаний сформировать индивидуальный веб-дизайн из готовых блоков и шаблонов, причём даже на независимом домене. Для уже существующих standalone-проектов предусмотрена и возможность создания или сохранения нетипового дизайна.
Этим пользуются, например, СМИ РЕН ТВ, «Комсомольская правда», «Аргументы и факты», «Правда.ру», «Свободная пресса».
Рекомендательная система
Рекомендательная система Neuron основана на машинном обучении. Чем больше и чаще каждый участник сети взаимодействует с остальными участниками — вступает в дискуссии, отмечает понравившиеся чужие статьи, сайты, комментарии, подписывается на их обновления — тем больше сеть адаптируется к его интересам, основываясь на этих данных. Она автоматически подстраивается под него, находит ему новых интересных собеседников (как единомышленников, так и оппонентов), и, как следствие, становится такому участнику более интересной в целом.

## Компания
Единственным собственником «МирТесен» является российское ООО «Оланола», 100 % которого принадлежит зарегистрированной в Сингапуре компании Olanola Pte. Ltd. Её основной владелец (85 %) — инвестиционный холдинг ФИНАМ. «МирТесен» является одним из двух (наряду с новостной сетью СМИ2) ключевых активов принадлежащего ФИНАМу холдинга E-generator. Совокупная выручка E-generator по итогам 2015 года составила около $6,5 млн. С февраля 2021 года  50% ООО «МТ», которое владеет рекомендательной платформой «МирТесен» и новостным агрегатором «СМИ2» (через ООО «СМИ2») владеет закрытый паевой инвестиционный фонд «Кибертех», принадлежащий инвестиционной группы «Велес Капитал».
Президент компании — Юрий Белоусов, генеральный директор — Павел Власов-Мрдуляш.

## История
Социальный поиск
Впервые о запуске социальной сети «МирТесен» было объявлено в апреле 2006 года. Тогдашних её разработчиков из веб-студии Notamedia на это вдохновила популярность раздела «Найди меня» на форуме их уже раскрученного проекта «76-82. Энциклопедия нашего детства». За основу они взяли популярный в середине 2000-х годов англоязычный портал Classmates.com и попытались реализовать «МирТесен» как гибрид социальной сети и системы поиска утраченных контактов с одноклассниками, однокурсниками, бывшими коллегами и др. Невнимание тогдашних владельцев к бизнес-модели существования проекта привело к его свёртыванию в конце того же года.
Геолокационная сеть
В июле следующего 2007 года на волне успешной продажи «Яндексу» за $1,5—2 млн соцсети профессиональных контактов «Мой круг» та же команда разработчиков вдохнула жизнь и в «МирТесен» — последний обрёл новую концепцию геолокационной социальной сети, которая объединила своих участников по географическому принципу на технологической основе Google Maps, на картах которой отображалось положение каждого.
Аналитики оценивали новый проект в сумму около $200 тыс., сочтя его локальным аналогом сети для соседей FatDoor, стартовавшей чуть позже. Среди основных недостатков тогдашнего «МирТесен» указывалась непроработанность карт за пределами Москвы, а также сам факт опоры на сторонний ресурс глобального Google, во власти которого — как вендора — в любой момент поменять условия коммерческого пользования своими картами, что могло бы сделать соцсеть нерентабельной и похоронить как проект.
В марте 2008 года «МирТесен» был приобретён инвестиционным холдингом ФИНАМ. По данным газеты «Ведомости», инвестор получил 60-процентную долю в компании за $2 млн и гарантии вложения в эту соцсеть ещё не менее $3 млн в течение года. На момент покупки её сообщество наполовину состояло из москвичей и насчитывало около 320 тыс. человек. Уже в конце ноября 2008 года был зарегистрирован миллионный пользователь. Позже доля ФИНАМ в проекте возросла до 85 %.
Рекомендательная сеть сайтов
Осенью 2012 года произошла смена концепции и команды разработчиков — «МирТесен» оказался в числе основных проектов холдинга E-generator, принадлежащего инвестиционной группе ФИНАМ. В сентябре база пользователей (на тот момент около 2 млн человек) и технические решения СМИ2, другого ключевого проекта холдинга, были перенесены в «МирТесен». В 2013—2014 годах «МирТесен» вобрал в себя и аудитории других ресурсов ФИНАМ — посвящённой здоровому образу жизни соцсети «Полон сил», новостного сайта Finam.info и др.
Основой социальной сети «МирТесен» стало сочетание настраивающейся под интересы пользователя рекомендательной системы и развитого конструктора сайтов, вокруг которых формируются группы по этим интересам (что, в частности, позволило отвязать ресурс от Google Maps). Основным недостатком прежней концепции стала неспособность привлечь известных поставщиков качественного контента — эта задача была решена в синергии с проектом СМИ2.
Как следствие, посещаемость сети продолжила заметный рост. В декабре 2012 года она превысила 3 млн человек (из них москвичей менее 0,5 млн), аудитория проекта по состоянию на февраль 2016 года выросла до 12 млн человек. Основными задачами на перспективу разработчики видят дальнейшее наращивание базы пользователей, развитие и разработку новых механизмов её монетизации, а также рекламно-информационные спецпроекты, нативную рекламу. Однако, причиной такой популярности, отчасти, является агрессивная рекламная политика, а именно, рассылка нежелательных писем (спам) по базе mail.ru с рекламой проекта.

## Блокировки
По словам администрации «МирТесен», у неё налажены контакты с Роскомнадзором и любая незаконная информация по запросу этого ведомства оперативно удаляется. Однако за годы своей работы соцсеть подвергалась кратковременным блокировкам со стороны основных интернет-провайдеров по предписаниям других госорганов.
Так, в ноябре 2013 года доступ к «МирТесен» по IP-адресу был прекращён «Билайном», «Ростелекомом» и др. по распоряжению Ленинского районного суда Самары. Причиной стало решение этого суда о включении сочинения «Отведение сомнений» арабского теолога Мухаммада ибн Абд аль-Ваххаба, жившего в XVIII веке основоположника ваххабизма, в список запрещённых в России экстремистских материалов.
Выяснилось, что один из пользовательских сайтов соцсети ещё с 2008 года содержал отрывки из этого произведения. По невыясненным причинам блокировке не предшествовало предупреждение владельцев ресурса, она коснулась не конкретных страниц, а всего «МирТесен» в целом, произошла в обход Роскомнадзора и ведущегося последним реестра запрещённых сайтов. После удаления из соцсети соответствующих веб-страниц её нормальная работа была восстановлена. Во время блокировки «МирТесен» терял около 20 % трафика.
В январе 2014 года Минюст России без предупреждения добавил несколько страниц соцсети «МирТесен», содержащих призывы к массовым беспорядкам и антисемитизм, в Федеральный список экстремистских материалов по предписанию Октябрьского районного суда Липецка, причём в одном случае URL был указан неточно. Из-за этого некоторые провайдеры (в частности, МГТС) в обход Роскомнадзора блокировали на некоторое время целиком поддомен сети zakon.mirtesen.ru.
Подвергался «МирТесен» и хакерской агрессии. Так, в марте 2014 года после угроз со стороны преступной группировки Anonymous Ukraine главные страницы сайтов сети на некоторое время оказались недоступны большинству пользователей из-за мощной DDoS-атаки. IP-адреса, с которых велась атака, находились на Украине.